# Torchwood
Torchwood (i tredje sæson Torchwood: Children of Earth) er en britisk spin-off-serie til tv-serien Doctor Who.  Serien, der primært foregår i Cardiff i Wales, blev skabt af Russell T. Davies, og havde premiere i 2006.
Hovedperson i serien er Captain Jack Harkness (John Barrowman), som ikke kan dø og har levet på jorden siden det 19. århundrede.  Harkness var tidsagent og sammen med sit hold, der blandt andre består af Gwen Cooper (Eve Myles) og Ianto Jones (Gareth David-Lloyd), jager de rumvæsener og beskytter jorden.